# Chrysosoma amplipenne
Chrysosoma amplipenne är en tvåvingeart som beskrevs av Octave Parent 1941. Chrysosoma amplipenne ingår i släktet Chrysosoma och familjen styltflugor. Inga underarter finns listade i Catalogue of Life.